# Clodulf de Metz
Pour les articles homonymes, voir Clou et Saint Cloud.
Clodulf de Metz (né avant 610 - mort en 697), également connu comme Chlodulf, Clodoul, Cloud, était le 30e évêque de Metz, de 657 à 697. Il fut par la suite canonisé ; il est fêté le 11 janvier ou le 8 juin.

## Biographie
Fils aîné d'Arnulf, évêque de Metz, et de son épouse Dode, il est donc membre d'une importante famille franque présente à la cour des rois d'Austrasie. Sa naissance se place au moins deux ans avant la nomination de son père comme évêque de Metz. Selon la Vita Arnulf, son père Arnulf projetait de se retirer en 629 et le roi Dagobert Ier menaça alors Clodulf et Ansegisel pour obliger Arnulf à conserver sa charge d'évêque. Il semble qu'en fait le roi s'en prit aux fils pour obliger le père à quitter l'épiscopat de Metz.
Il s'ensuit une période d'une quinzaine d'années au cours de laquelle la famille se trouve reléguée au second plan politique, et ce n'est que vers 643-647 que les deux frères sont de nouveau cités, Clodulf comme vir inluster (homme illustre) dans une lettre de l'évêque Désiré de Cahors, et Ansegisel comme marié à une sœur de Grimoald, maire du palais d'Austrasie. Les deux frères sont ensuite mentionnés en 648 comme domestiques dans un acte du roi Sigebert III et du maire Grimoald.
Nommé ensuite évêque de Metz en 657, il s'occupe d'administrer son nouveau diocèse, notamment en patronnant un certain Trudo, noble de Hesbaye, qui se fait prêtre à Metz puis lègue ses biens à l'église de Metz. Dans les années qui suivent, son frère Ansegisel est assassiné, et le beau-frère de ce dernier, Grimoald est tué à la fin du règne de son fils Childebert III l'Adopté. Chlodulf reste cependant en place. Il ne semble pas avoir été inquiété, et il est possible qu'il se soit mis en rupture de la politique de son clan. C'est probablement pour cette raison que les Carolingiens ont par la suite laissé courir des histoires peu flatteuses sur son compte et n'ont pas repris son prénom ni celui de son fils pour d'autres membres de la famille.
Il meurt le 8 mai 697, centenaire selon l'auteur de la Vita Chlodulfi, mais plus vraisemblablement nonagénaire,.

## Mariage et enfant
Le nom de son épouse n'est pas donné par les documents contemporains. Cependant la tradition de Looz signale que le corps de saint Amour fut transféré dans l'église par « Hilda, femme du noble Clodolfus ». Il pourrait s'agir du même,.
Quel que soit le nom de son épouse, il a eu pour fils un certain Aunulf, connu dans un acte de donation fait en 714 par Pépin de Herstal de bien hérité de son cousin Aunulf, fils de Clodulf, en faveur de l'église de Metz. Cet acte nous apprend qu'Aunulf est mort entre 697 et 714 et qu'il n'avait pas d'héritiers plus proches que son cousin Pépin.
Il lui est parfois attribué un autre fils, le comte Martin, qui combattit le maire Ébroïn aux côtés de Pépin de Herstal et tué en 690. Mais le rattachement de Martin aux Arnulfiens est plus tardif, l'onomastique n'explique pas son nom, et d'autres sources font de Martin un fils du maire du palais Wulfoald.

## Généalogie
|                    |                    |                    |                    |                    |                    |  |  |  |  |  |  | Arnulf évêque de Metz († 640)  | Arnulf évêque de Metz († 640)  | Arnulf évêque de Metz († 640)  | Arnulf évêque de Metz († 640)  | Arnulf évêque de Metz († 640)  | Arnulf évêque de Metz († 640)  |  |  |  |  |  |  | Dode                                     | Dode                                     | Dode                                     | Dode                                     | Dode                                     | Dode                                     |  |  |
|                    |                    |                    |                    |                    |                    |  |  |  |  |  |  | Arnulf évêque de Metz († 640)  | Arnulf évêque de Metz († 640)  | Arnulf évêque de Metz († 640)  | Arnulf évêque de Metz († 640)  | Arnulf évêque de Metz († 640)  | Arnulf évêque de Metz († 640)  |  |  |  |  |  |  | Dode                                     | Dode                                     | Dode                                     | Dode                                     | Dode                                     | Dode                                     |  |  |
|                    |                    |                    |                    |                    |                    |  |  |  |  |  |  |                                |                                |                                |                                |                                |                                |  |  |  |  |  |  |                                          |                                          |                                          |                                          |                                          |                                          |  |  |
|                    |                    |                    |                    |                    |                    |  |  |  |  |  |  |                                |                                |                                |                                |                                |                                |  |  |  |  |  |  |                                          |                                          |                                          |                                          |                                          |                                          |  |  |
| Hilda (?)          | Hilda (?)          | Hilda (?)          | Hilda (?)          | Hilda (?)          | Hilda (?)          |  |  |  |  |  |  | Clodulf évêque de Metz († 697) | Clodulf évêque de Metz († 697) | Clodulf évêque de Metz († 697) | Clodulf évêque de Metz († 697) | Clodulf évêque de Metz († 697) | Clodulf évêque de Metz († 697) |  |  |  |  |  |  | Ansegisel domestique († 662)             | Ansegisel domestique († 662)             | Ansegisel domestique († 662)             | Ansegisel domestique († 662)             | Ansegisel domestique († 662)             | Ansegisel domestique († 662)             |  |  |
| Hilda (?)          | Hilda (?)          | Hilda (?)          | Hilda (?)          | Hilda (?)          | Hilda (?)          |  |  |  |  |  |  | Clodulf évêque de Metz († 697) | Clodulf évêque de Metz († 697) | Clodulf évêque de Metz († 697) | Clodulf évêque de Metz († 697) | Clodulf évêque de Metz († 697) | Clodulf évêque de Metz († 697) |  |  |  |  |  |  | Ansegisel domestique († 662)             | Ansegisel domestique († 662)             | Ansegisel domestique († 662)             | Ansegisel domestique († 662)             | Ansegisel domestique († 662)             | Ansegisel domestique († 662)             |  |  |
|                    |                    |                    |                    |                    |                    |  |  |  |  |  |  |                                |                                |                                |                                |                                |                                |  |  |  |  |  |  |                                          |                                          |                                          |                                          |                                          |                                          |  |  |
|                    |                    |                    |                    |                    |                    |  |  |  |  |  |  |                                |                                |                                |                                |                                |                                |  |  |  |  |  |  |                                          |                                          |                                          |                                          |                                          |                                          |  |  |
| Aunulf († 697/714) | Aunulf († 697/714) | Aunulf († 697/714) | Aunulf († 697/714) | Aunulf († 697/714) | Aunulf († 697/714) |  |  |  |  |  |  | Martin comte († 680)           | Martin comte († 680)           | Martin comte († 680)           | Martin comte († 680)           | Martin comte († 680)           | Martin comte († 680)           |  |  |  |  |  |  | Pépin de Herstal maire du palais († 714) | Pépin de Herstal maire du palais († 714) | Pépin de Herstal maire du palais († 714) | Pépin de Herstal maire du palais († 714) | Pépin de Herstal maire du palais († 714) | Pépin de Herstal maire du palais († 714) |  |  |